# A Christmas Dream
A Christmas Dream es un cortometraje checoslovaco de 1945  dirigido por Karel Zeman y Bořivoj Zeman.

## Argumento
Bajo el árbol de Navidad familiar, una niña descubre que le han regalado una colección de juguetes nuevos. Tomándolos felizmente en sus brazos, arroja a un lado su vieja muñeca de trapo. Esa noche, la niña sueña que la muñeca de trapo, abandonada en el suelo, cobra vida silenciosamente para entretenerla. La muñeca de trapo baila sobre un piano y patina sobre una mesa. Los nuevos juguetes, que también cobran vida, se suman a las travesuras. La muñeca de trapo, al encender un ventilador eléctrico, sale volando y casi tira un jarrón mientras intenta evitar caerse de la mesa. La niña, levantándose de la cama, salva el jarrón y toma la muñeca en sus brazos. La niña se despierta y encuentra su muñeca de trapo todavía en el suelo.

## Producción
La película fue el primer experimento de Karel Zeman en la combinación de animación stop-motion con imágenes de acción real, un proceso que continuó explorando en sus largometrajes posteriores, comenzando con Viaje al principio del tiempo (1955) y El fabuloso mundo de Julio Verne (1958).  Se dice que en la producción también participó la animadora pionera Hermína Týrlová. 

## Estreno
En Estados Unidos, la película fue estrenada por Universal-International en 1948. Castle Films vendió una versión abreviada de la versión estadounidense para proyección en el hogar entre 1949 y 1965.  La versión estadounidense reemplaza la banda sonora checa sin palabras con un nuevo audio, incluida una voz para la muñeca de trapo; también incluye nuevas imágenes en las que Papá Noel, apareciendo por arte de magia, envía el sueño navideño a la niña. 

## Recepción y legado
En su reseña de las películas de Europa del Este, Mira Liehm y Antonín J. Liehm calificaron a Sueño de Navidad como "un clásico de su género".  Scott MacGillivray, en una reseña de la versión de Castle Films, escribió que "los efectos stop-motion de los Zeman son verdaderamente extraordinarios".  Le Parisien calificó la película de "mágica" y le dio cuatro estrellas de un máximo de cuatro. 
La película se proyectó en el Festival de Cine de Cannes de 1946,  donde ganó el Gran Premio Internacional al mejor cortometraje de ficción. 
La versión doblada fue parodiada por RiffTrax  el 21 de diciembre de 2009. 
También está disponible en HBO Max. 